# Längdhopp för damer i friidrott vid olympiska sommarspelen 1976
Damernas längdhopp vid olympiska sommarspelen 1976 i Montréal avgjordes den 24-26 juli. 

## Medaljörer
| Gren      | Guld                       | Guld   | Silver               | Silver | Brons                           | Brons  |
| Längdhopp | Angela Voigt · Östtyskland | 6,72 m | Kathy McMillan · USA | 6,66 m | Lidija Alfejeva · Sovjetunionen | 6,60 m |

## Resultat

### Final
| Plats | Idrottare                  | 1    | 2    | 3    | 4    | 5    | 6    | Längsta hopp | Noteringar |
| ----- | -------------------------- | ---- | ---- | ---- | ---- | ---- | ---- | ------------ | ---------- |
|       | Angela Voigt (GDR)         | 6,72 | X    | 6,50 | 6,53 | X    | 6,57 | 6,72         |            |
|       | Kathy McMillan (USA)       | X    | 6,31 | 6,43 | 6,47 | 6,66 | X    | 6,66         |            |
|       | Lidija Alfejeva (URS)      | 6,46 | X    | 6,34 | 6,60 | 6,46 | 6,39 | 6,60         |            |
| 4     | Siegrun Siegl (GDR)        | 6,51 | 6,36 | 6,59 | 4,87 | 6,55 | 6,57 | 6,59         |            |
| 5     | Ildikó Szabó-Erdélyi (HUN) | 6,51 | 6,51 | 6,57 | 6,40 | 6,47 | X    | 6,57         |            |
| 6     | Jarmila Nygrýnová (TCH)    | 6,04 | 6,15 | 6,54 | X    | 6,36 | 6,50 | 6,54         |            |
| 7     | Heidemarie Wycisk (GDR)    | 6,21 | 6,39 | 6,38 | X    | 6,37 | 6,05 | 6,39         |            |
| 8     | Elena Vintilă (ROU)        | 6,38 | 6,36 | X    | 6,18 | 6,31 | X    | 6,38         |            |
| 9     | Susan Scott-Reeve (GBR)    | 6,27 | 6,06 | X    |      |      |      | 6,27         |            |
| 10    | Anikó Milassin (HUN)       | 5,88 | 6,19 | 6,01 |      |      |      | 6,19         |            |
| 11    | Diane Jones (CAN)          | 6,13 | 5,93 | 6,04 |      |      |      | 6,13         |            |